# Tångväg
Tångväg kallas en väg som i kustnära områden brukade användas av bönderna för att hämta tång, vilken spreds på åkrarna som gödningsmedel. Tång används än idag i trädgårds- och kolonisammanhang, men har för större arealer ersatts av olika slag av konstgödsel, som tillkom i slutet av 1800-talet.